# State-X New Forms
State-X New Forms is een jaarlijks muziekfestival dat in december gehouden wordt in en rondom het Paard van Troje in Den Haag. Het festival richt zich vooral op avant-garde muziek, noise rock, indierock, IDM en aanverwante alternatieve muziekgenres. De organisatie is een samenwerking tussen het Haags Pop Centrum en het Paard van Troje.

## Editie 2004
Deze editie vond plaats op 2 en 3 juli. Het programma bestond onder meer uit: De Kift, Jason Forrest, Plaid, Seedling, Tortoise en zZz.

## Editie 2005
Deze editie vond plaats op  16 en 17 december. Het programma bestond onder meer uit: Aux Raus, Broken Social Scene, Mike Paradinas/Mu-ziq en Millionaire.

## Editie 2006
Deze editie vond plaats op 15 en 16 december. Het programma bestond onder meer uit: Jamie Lidell, POW-Ensemble feat. Joseph Bowie en Sonic Youth.

## Editie 2007
Deze editie vond plaats op 14 en 15 december. Het programma bestond onder meer uit: Aphex Twin, Enon, Jackson and His Computer Band en Mogwai.

## Editie 2008
Deze editie vond plaats op 12 en 13 december. Het programma bestond onder meer uit: Red Snapper, Rhys Chatham en Yuri Landman.

## Editie 2009
het festival vond plaats op 11 en 12 december. Het programma bestond onder meer uit: Battles, Daily Bread, Peaches, Melvins en Merzbow